# ويلس لاند
ويلس لاند هي إحدى مقاطعات ولاية النمسا العليا في النمسا.

## روابط خارجية
- bfk-wels-land.at
- Flags of the World: Wels-Land